# Ditton Priors
Ditton Priors – wieś w Anglii, w hrabstwie Shropshire. Leży 27 km na południowy wschód od miasta Shrewsbury i 201 km na północny zachód od Londynu.